# José Luís Pérez Ortega
José Luis Pérez Ortega (Hellín, Albacete, 1949). Dissenyador industrial.
El 1979 es gradua com a dissenyador industrial per la Scuola Politècnica di Design de Milà. Entre el 1977 i el 1980 col·labora a l'estudi d'arquitectura i disseny industrial de Gianfranco Frattini a Milà. Més endavant passa a treballar al departament de disseny i prototips de la productora de mobles Bernini on va aprendre totes les etapes del procés industrial des de l'entrada de la primera matèria fins a arribar al moble acabat. Entre el 1981 i el 1988 viu a Madrid on treballa com a dissenyador independent tant en el terreny del disseny industrial com en el d'interiorisme. El 1988 es trasllada a Nova York on treballa per a l'empresa Artemide al departament de disseny i producció. El 1990 torna a Madrid on estableix el seu estudi. Els seus productes es caracteritzen per la funcionalitat i el valor simbòlic i cerquen la perdurabilitat en el temps. Pérez Ortega va ser professor de l'Escuela Experimental de Diseño de Madrid des de la seva creació fins al 1987 i actualment és professor de projectes a l'Escuela de Arte no 12 de Madrid. Entre els seus dissenys podem destacar el sofà i taula Plaza Mayor (1984), Sillón Frailero (1989) presente en la exposición permanente del Museo del Diseño de Barcelona, cedido por Artespaña en 1994, y en el Museo Nacional de Artes Decorativas de Madrid cedido por ArtesMoble en 2020 el Sillón Frailero, la cadira de braços giratòria Compasso (1994) o la butaca Flavia (1996).